# Nipponosaurus
Nipponosaurus (lagarto japonês) é um gênero de dinossauro hadrossaurídeo que viveu na Ásia. O holótipo (UHR 6590, registo da Universidade de Hokkaido) foi descoberto em Novembro de 1934, durante a construção de um hospital na Prefeitura de Karafuto (actualmente Sinegorsk) na ilha de Sakhalin, Rússia. Material pertencente ao espécime foi posteriormente recolhido em 1937. O UHR 6590 consiste na maxila e mandíbula esquerda, osso parietal, vários fragmentos isolados do crânio, vértebras cervicais, seis vértebras dorsais, duas vértebras sacrais, a escápula esquerda, as porções distais de ambos os úmeros, vários fragmentos dos membros anteriores, um ísquio, o ílio esquerdo e a maior parte dos membros posteriores. O espécime foi recolhido na camada estratigráfica correspondente ao grupo do Yezo superior (final do Santoniano - início do Campaniano). Apesar da qualidade da preservação dos ossos ser geralmente má, estima-se que o esqueleto esteja completo a 60%.
O Nipponosaurus foi recentemente redescrito por Suzuki et al. (2004), que determina o holótipo como representando um indivíduo sub-adulto medindo aproximadamente 7,6 metros de comprimento. Uma análise cladística coloca o Nipponosaurus sachalinensis numa posição evolucionária muito próxima do mais conhecido Hypacrosaurus da América do Norte.